# منتخب نييوي لاتحاد الرغبي
منتخب نييوي الوطني لاتحاد الرغبي (بالإنجليزية: Niue national rugby union team)‏ هو ممثل نييوي الرسمي في المنافسات الدولية في اتحاد الرغبي.